# Papa Alexandre VII
Alexandre VII, nascido Fabio Chigi; (Siena, 13 de fevereiro de 1599 — Roma, 22 de maio de 1667), foi o Papa da Igreja Católica e Soberano dos Estados Papais de 7 de abril de 1655 até data de sua morte.
Ele começou sua carreira como um legado vice- papal e ocupou vários cargos diplomáticos na Santa Sé. Foi ordenado sacerdote em 1634 e tornou-se bispo de Nardo em 1635. Mais tarde foi transferido em 1652 e tornou-se bispo de Ímola. O Papa Inocêncio X o tornou secretário de Estado em 1651 e, em 1652, foi nomeado cardeal.
No início de seu papado, Alexandre VII, inicialmente visto como contrário ao nepotismo, manteve um estilo de vida simples. Com o passar do tempo, porém, ele passou a favorecer seus familiares, conferindo-lhes cargos e influência dentro do governo papal.
Sua administração apoiou ativamente os jesuítas. Contudo, as relações com a França foram marcadas por tensões, especialmente devido a desentendimentos com diplomatas franceses.
Alexandre VII demonstrava grande interesse por arquitetura e patrocinou diversos projetos urbanos em Roma. Ele também incentivou as artes, promovendo a decoração de igrejas e apoiando artistas. Como autor, escreveu poesias e textos teológicos, abordando temas como o heliocentrismo e a Imaculada Conceição.

## Biografia

### Início da vida
Nascido em Siena, membro da ilustre família bancária de Chigi e sobrinho-sobrinho do Papa Paulo V (1605–1621), Fabio Chigi foi professor particular e acabou recebendo doutorados em filosofia, direito e teologia pela Universidade de Siena.
O irmão mais velho de Fabio, Mario, casou-se com Berenice, filha de Tiberio della Ciala, produzindo quatro filhos, dos quais dois sobreviveram: Agnes e Flavio. Flavio (1631-1693) foi criado cardeal por seu tio em 9 de abril de 1657. Seu irmão, Augusto Chigi (1595-1651), casou-se com Olimpia della Ciaia (1614-1640) e continuou a linhagem familiar como pais de Agostino Chigi, Príncipe Farnese. A irmã de Fabio, Onorata Mignanelli, casou-se com Firmano Bichi; seu filho Antonio foi nomeado bispo de Montalcino (1652-1656) e depois Osimo (1656-1659), e foi nomeado cardeal por seu tio Alexandre VII (In pectore) em 9 de abril de 1657 (tornado público em 10 de novembro de 1659). Outro de seus sobrinhos foi Giovanni Bichi, a quem ele nomeou Almirante da Marinha Papal.

### Diplomata papal
Em 1627, iniciou seu aprendizado como legado vice-papal em Ferrara e, por recomendação de dois cardeais, foi nomeado inquisidor de Malta.
Chigi foi ordenado sacerdote em dezembro de 1634. Foi nomeado Referendarius utriusque signaturae, que o tornou prelado e deu-lhe o direito de praticar perante os tribunais romanos. Em 8 de janeiro de 1635, Chigi foi nomeado bispo de Nardò no sul da Itália e consagrado em 1 de julho de 1635 por Miguel Juan Balaguer Camarasa, bispo de Malta. Em 13 de maio de 1652, ele foi transferido para o bispado de Ímola.
O bispo Chigi foi nomeado núncio em Colônia (1639-1651) em 11 de junho de 1639. Lá, ele apoiou a condenação de Urban VIII ao livro herético Augustinus por Cornelius Jansen, bispo de Ypres, na bula papal Eminenti de 1642.
Embora se esperasse participar das negociações que levaram em 1648 à Paz de Vestfália, o bispo Chigi (e outros delegados católicos) se recusou a deliberar com pessoas que a Igreja Católica considerava hereges. Portanto, as negociações ocorreram em duas cidades, Osnabrück e Münster, na Vestfália, com intermediários viajando entre os protestantes e os delegados católicos. Chigi, é claro, protestou em nome do papado, quando os tratados foram finalmente concluídos, contra o Tratado da Vestfália quando os instrumentos foram finalmente concluídos. O próprio Papa Inocêncio afirmou que a Paz "é nula, sem valor, inválida, injusta, condenável, reprovável, insana, vazia de significado e efeito para todos os tempos". A Paz terminou a Guerra dos Trinta Anos (1618-1648) e estabeleceu o equilíbrio do poder europeu que durou até as guerras da Revolução Francesa (1789).

## Secretário de Estado e Cardeal
O Papa Inocêncio X (1644-1655) recordou Chigi a Roma. Em dezembro de 1651, o Papa Inocente nomeou o Cardeal Chigi Secretário de Estado. Ele foi criado cardeal por Inocêncio X no Consistório de 19 de fevereiro de 1652, e em 12 de março recebeu o título de Cardeal-Sacerdote de Santa Maria do Povo.

## Papado

### Eleição como papa
Quando Inocêncio X morreu em 7 de janeiro de 1655, o cardeal Chigi foi eleito papa após oitenta dias no conclave, em 7 de abril de 1655, com o nome de Alexandre VII.

### Nepotismo
O conclave acreditava que ele se opunha fortemente ao nepotismo que fora uma característica dos papas anteriores. De fato, no primeiro ano de seu reinado, Alexandre VII viveu simplesmente e proibiu suas relações até mesmo para visitar Roma. Um contemporâneo, John Bargrave (tendo visitado Roma durante o período após sua eleição e depois durante seu papado) escreveu o seguinte:
Nos primeiros meses de sua ascensão ao Popedom, ele assumira a profissão de uma vida evangélica que costumava temperar sua carne com cinzas, dormir em um sofá duro, odiar riquezas, glória e pompa, teve um grande prazer em dar audiência a embaixadores em uma câmara cheia de soldados de homens mortos e à vista de seu caixão, que estava ali para lembrá-lo de sua morte. [Sua] extraordinária devoção e santidade de vida que eu encontrei era tão estimada que o barulho dela se espalhou para longe. Mas assim que ele ligou para ele, mudou de natureza. Em vez de humildade, conseguiu a vaidade; sua mortificação desapareceu, seu sofá duro foi transformado em um macio colchão de penas, seus homens mortos se transformam em jóias.
A prosa pode ser grosseiramente exagerada, como a visão de um clérigo protestante e sobrinho do reitor de Canterbury, mas, de fato, é pelo menos verdade que, no consistório de 24 de abril de 1656, o papa Alexandre anunciou que seu irmão e sobrinho viriam para ajudá-lo em Roma. Seu sobrinho, o cardeal Flavio Chigi, assumiu a posição de cardeal-sobrinho. O governo foi entregue em grande parte às mãos de seus parentes, e o nepotismo ficou tão arraigado como jamais esteve no papado barroco: ele lhes deu os escritórios civis e eclesiásticos mais bem pagos,[exemplo necessário] e palácios principescos e propriedades adequadas ao Chigi de Siena.[carece de fontes?] O cardeal Flavio começou a trabalhar na Villa Chigi-Versaglia em Formello em 1664.

### Projetos urbanos e arquitetônicos em Roma

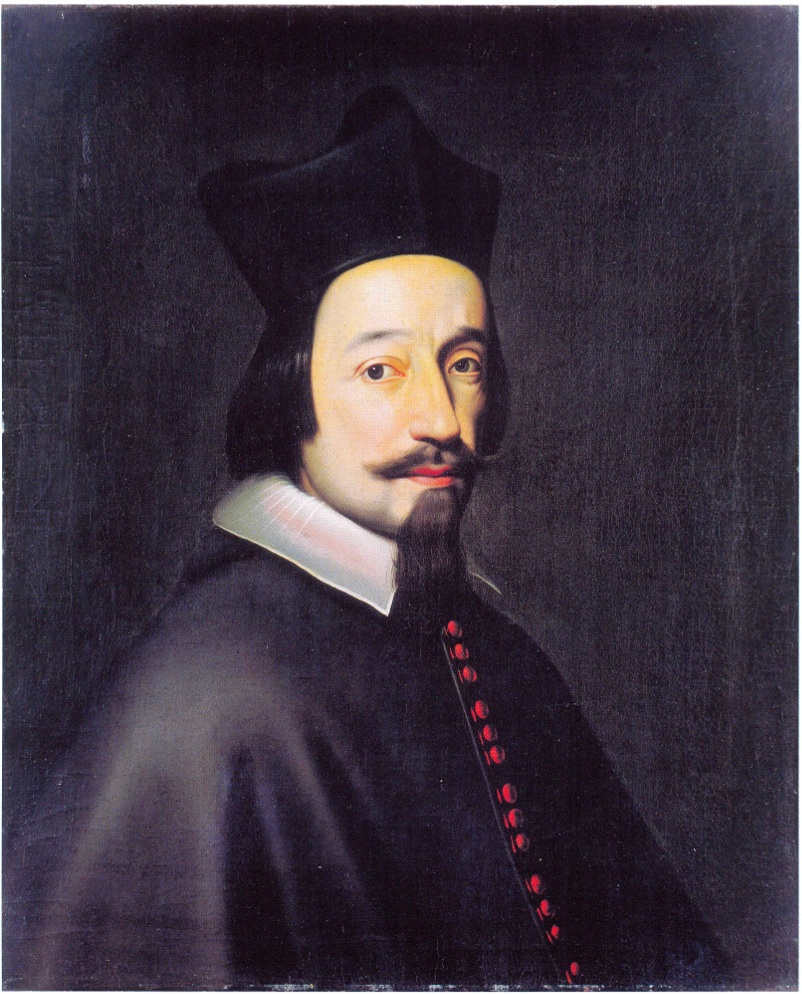
Fabio Chigi como Papal Nuntius nas negociações para a Paz da Vestfália, de Anselm van Hulle (c. 1646)

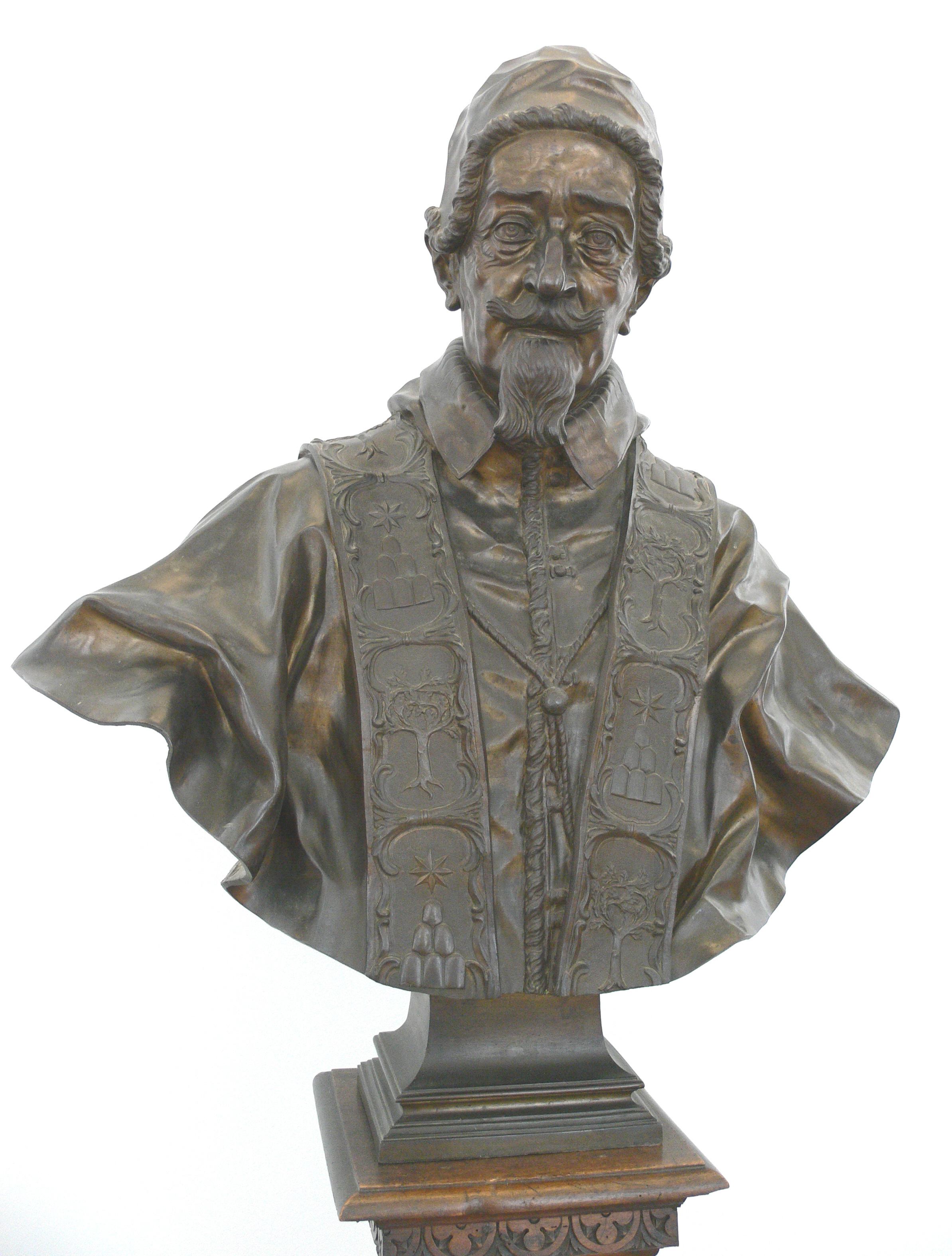
Alexandre VII, de Domenico Guidi

Vários pontífices são famosos por seu planejamento urbano na cidade de Roma - por exemplo, o Papa Júlio II e o Papa Sisto V -, mas as inúmeras intervenções urbanas de Alexandre VII não eram apenas diversas em escopo e escala, mas demonstravam um planejamento consistente e uma visão arquitetônica que a glorificação e embelezamento da cidade, antiga e moderna, sagrada e secular, deve ser governada por ordem e decoro.
O ponto central do urbanismo de Alexander era a ideia de teatro ou teatro urbano, em que suas intervenções urbanas se tornaram os grandes cenários ou peças de teatro apropriadas à dignidade de Roma e ao chefe da Igreja Católica. Portanto, e embora as escalas sejam muito diferentes, a pequena Santa Maria della Pace e sua piazza são tão um teatro quanto a imponente colunata monumental que forma a Piazza San Pietro em frente à Basílica de São Pedro.
Os vários projetos urbanos e arquitetônicos realizados durante o reinado de Alexandre foram gravados por Giovanni Battista Falda e o primeiro volume foi publicado em 1665. Os volumes foram publicados por Giovanni Giacomo de Rossi sob o título Il Nuovo Teatro delle fabriche et edificij in prospectettiva di Roma moderna escuta o prazer pontificado de NS Alessandro VII. Uma publicação rival documentando esses projetos foi publicada pelo primo de Rossi Giovanni Battista de Rossi, que empregou o jovem desenhista de arquitetura flamenga Lieven Cruyl para produzir desenhos de Roma, 10 dos quais foram publicados em 1666 sob o título Prospectus Locorum Urbis Romae Insignium.
Seu arquiteto preferido foi o escultor e arquiteto Gian Lorenzo Bernini, mas também deu comissões de arquitetura ao pintor e arquiteto Pietro da Cortona. Dos três principais arquitetos do Alto Barroco Romano, apenas Francesco Borromini não se saiu tão bem com Alexandre; isso pode ser porque ele considerou as formas arquitetônicas de Borromini intencional, mas também Borromini poderia ser notoriamente difícil. No entanto, os emblemas heráldicos da família Alexander de mons ou montanhas com estrelas e folhas de carvalho adornam a igreja de Borromini de Sant'Ivo alla Sapienza e muitas outras obras de seu reinado.
Alexander teve um grande interesse pessoal em seus projetos urbanos e arquitetônicos e fez anotações em seus diários. Seus projetos em Roma incluíam: a igreja e a praça em Santa Maria della Pace; a Via del Corso, Piazza Colonna e edifícios associados; retrabalho da Porta del Popolo, Piazza del Popolo e Santa Maria del Popolo; Piazza San Pietro, a Scala Regia e adornos interiores no Palácio do Vaticano e em São Pedro; Sant'Andrea al Quirinale; parte de Palazzo del Quirinale; o arsenal em Civitavecchia, o obelisco e elefante em della Minerva; e o Palazzo Chigi. O Palazzo Chigi em Roma não deve ser confundido com o Palazzo Chigi em S. Quirico d'Orcia na Toscana, ou o Palazzo Chigi di Formello.

### Cardeais
Alexandre VII criou 38 cardeais em seis consistórios, incluindo Giulio Rospigliosi, que se tornaria o Papa Clemente IX.

### Peste
Entre maio de 1656 a agosto de 1657, ocorreu um surto de peste nos Estados Papais. Ele aplicou, gradualmente, restrições duras, como o fechamento do comércio e o fechamento de quase todos os portões em Roma. A peste vitimou cerca de 9,5 mil pessoas, menos de 8% da população de 120 mil habitantes da cidade de Roma. Em comparação, outras cidades que não aplicaram restrições duras, como Sardenha e Nápoles, tiveram 55% e 60% da população mortas em razão da epidemia, respectivamente.

## Relações exteriores

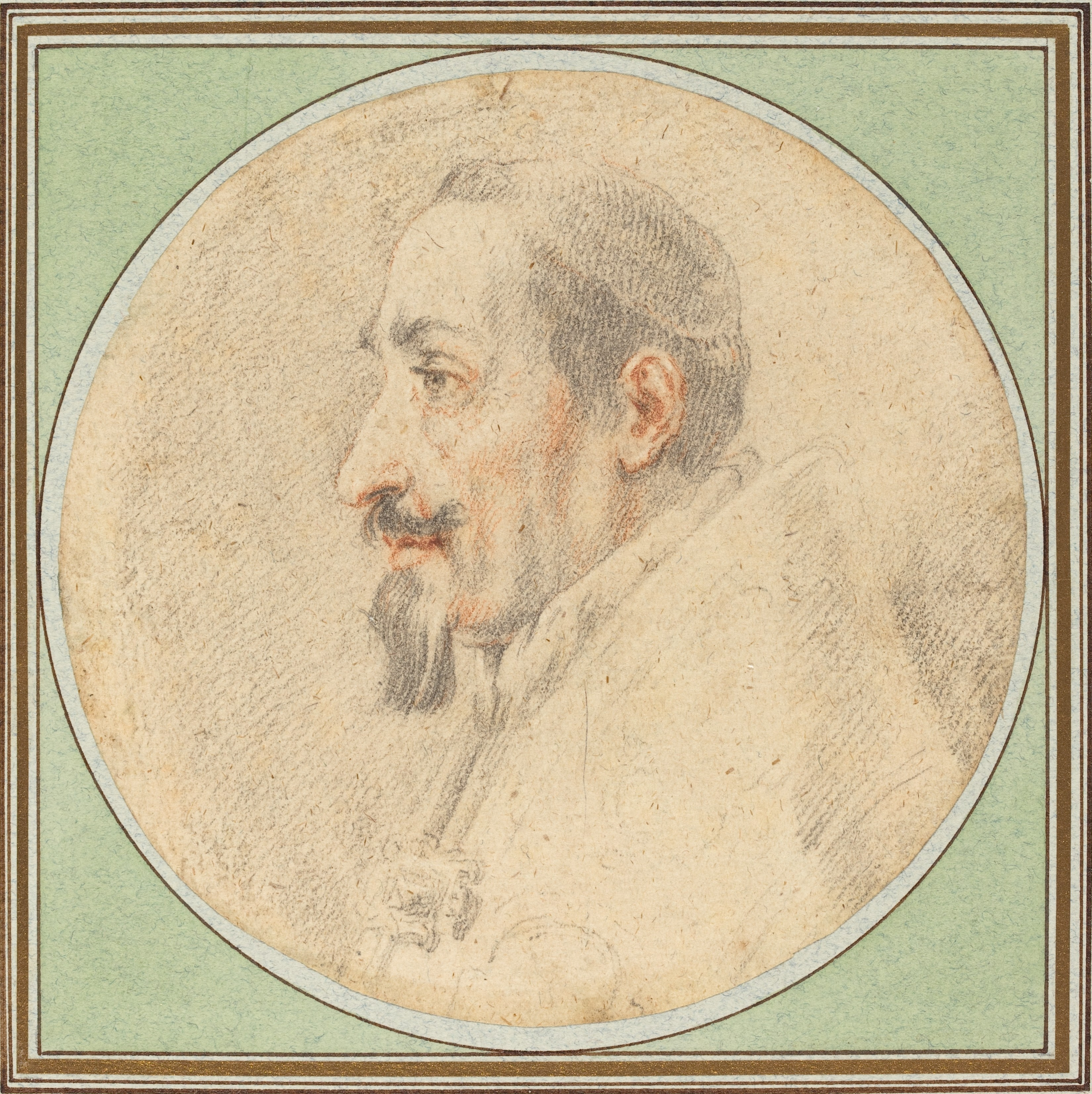
Desenho do Papa Alexandre VII por Andrea Sacchi

### Malta
Antes de ser eleito pontífice, Chigi serviu como inquisidor na ilha de Malta, onde residia principalmente no palácio do inquisidor em Birgu (também conhecido por Città Vittoriosa). Naquela época, Malta era um feudo dos Cavaleiros Hospitaleiros da Ordem Soberana de São João de Jerusalém, Cavaleiros de Malta.

### Suécia
A conversão da rainha Cristina da Suécia (1632-1654) ocorreu durante o reinado de Alexandre VII. Após sua abdicação, a rainha passou a residir em Roma, onde foi confirmada em seu batismo pelo papa, em quem encontrou um amigo e benfeitor generoso, no dia de Natal de 1655.

### França
Na política externa, seus instintos não eram tão humanistas ou tão bem-sucedidos. O pontificado de Alexandre VII foi sombreado pelo atrito contínuo com o cardeal Jules Mazarin, conselheiro de Luís XIV de França (1643–1715), que se opôs a ele durante as negociações que levaram à paz da Vestfália e que defendeu as prerrogativas da Igreja Gallican. Durante o conclave, ele havia sido hostil às eleições de Chigi, mas acabou sendo obrigado a aceitá-lo como um compromisso. No entanto, ele impediu Luís XIV de enviar a embaixada habitual de obediência a Alexandre VII e, enquanto vivia, frustrou a nomeação de um embaixador francês em Roma, enquanto os assuntos diplomáticos eram conduzidos por protetores cardeais, geralmente inimigos pessoais do Papa. Em 1662, o igualmente hostil Duc de Crequi foi feito embaixador. Por seu abuso do direito tradicional de asilo concedido aos distritos das embaixadas em Roma, ele precipitou uma briga entre a França e o papado, o que resultou na perda temporária de Alexandre VII de Avignon e sua aceitação forçada do tratado humilhante de Pisa em 1664.

### Espanha e Portugal
Alexandre favoreceu os espanhóis em suas reivindicações contra Portugal, que restabeleceram sua independência tradicional em 1640. Seu pontificado também foi marcado por prolongadas controvérsias com Portugal.

## Jesuítas e jansenismo
Mais informações: Controvérsia sobre formulários Alexandre VII favoreceu os jesuítas. Quando os venezianos pediram ajuda em Creta contra os turcos otomanos, o papa extraiu em troca uma promessa de que os jesuítas deveriam ser permitidos de volta ao território veneziano, dos quais haviam sido expulsos em 1606. Ele também continuou a participar dos jesuítas. conflito com os jansenistas, cuja condenação tinha vigorosamente apoiada como conselheiro para o Papa Inocêncio X. Os jansenistas franceses professavam que as proposições condenadas em 1653 não eram encontradas em Augustinus, escritas por Cornelius Jansen. Alexandre VII confirmou que eles também estavam, pela bula Ad Sanctam Beati Petri Sedem (16 de outubro de 1656) declarou que cinco proposições extraídas por um grupo de teólogos da Sorbonne da obra de Jansen, principalmente a respeito da graça e da natureza decaída do homem, eram heréticas, incluindo a proposição segundo a qual dizer "que Cristo morreu ou derramou Seu sangue por todos os homens "seria um erro semi pelágico". Ele também enviou à França seu famoso "formulário", que deveria ser assinado por todo o clero como um meio de detectar e extirpar o jansenismo e que inflamava a opinião pública, levando à defesa de Blaise Pascal do jansenismo.

## Obras
Alexandre VII não gostava dos negócios do estado, preferindo literatura e filosofia ; uma coleção de seus poemas latinos apareceu em Paris em 1656, sob o título Philomathi Labores Juveniles. Ele também incentivou a arquitetura e a melhoria geral de Roma, onde casas foram demolidas para endireitar e ampliar ruas e onde ele teve a oportunidade de ser um grande patrono de Gian Lorenzo Bernini: as decorações da igreja de Santa Maria del Popolo, igrejas titulares para vários cardeais Chigi, Scala Regia, Presidente de São Pedrona Basílica do Vaticano. Em particular, ele patrocinou a construção de Bernini da bela colunata na praça da Basílica de São Pedro.
Alexandre VII escreveu um dos documentos de maior autoridade relacionados à questão do heliocentrismo. Ele publicou seu Index Librorum Prohibitorum Alexandri VII Pontificis Maximi jussu editus, que apresentava novamente o conteúdo do Index of Forbidden Books, que condenara os trabalhos de Copérnico e Galileu. Segundo o Rev. William Roberts, ele prefaciou isso com a bula Speculatores Domus Israel, afirmando suas razões: "para que toda a história de cada caso seja conhecida". "Para esse fim", afirmou o pontífice, "fizemos com que os índices tridentinos e clementinos fossem adicionados a este índice geral, e também todos os decretos relevantes até o presente momento, emitidos desde o índice de nosso predecessor Clemente., que nada lucrativo para os fiéis interessados em tais assuntos possa parecer omitido". Entre os incluídos, estavam os decretos anteriores, que colocavam várias obras heliocêntricas no Índice ("... que devemos considerar como se estivessem inseridas nesses presentes, juntamente com todas e, singularmente, as coisas nela contidas...") e usando sua autoridade apostólica, vinculou os fiéis ao seu conteúdo ("... e aprova com autoridade apostólica o teor desses presentes, e: ordena e ordena a todas as pessoas em todos os lugares que produzam neste índice uma obediência constante e completa..."). Assim, Alexander se voltou definitivamente contra a visão heliocêntrica do sistema solar. Após o pontificado de Alexandre VII, o Índice passou por várias revisões. "Em 1758, a proibição geral de obras que defendiam o heliocentrismo foi removida do Índice de livros proibidos, embora a proibição específica de versões sem censura do Diálogo e De Revolutionibus de Copérnico tenha permanecido. Todos os vestígios de oposição oficial ao heliocentrismo pela igreja desapareceram em 1835, quando estes os trabalhos foram finalmente retirados do Índice". O índice foi abolido inteiramente em 1966.

### Teologia
A Constituição Apostólica de Alexandre VII, Sollicitudo omnium ecclesiarum (8 de dezembro de 1661), expôs a doutrina da Imaculada Conceição da Bem-Aventurada Virgem Maria em termos quase idênticos aos utilizados pelo Papa Pio IX quando emitiu sua infalível definição Ineffabilis Deus. Papa Pio X cita a bula de Alexandre VII em sua nota de rodapé 11.

## Morte

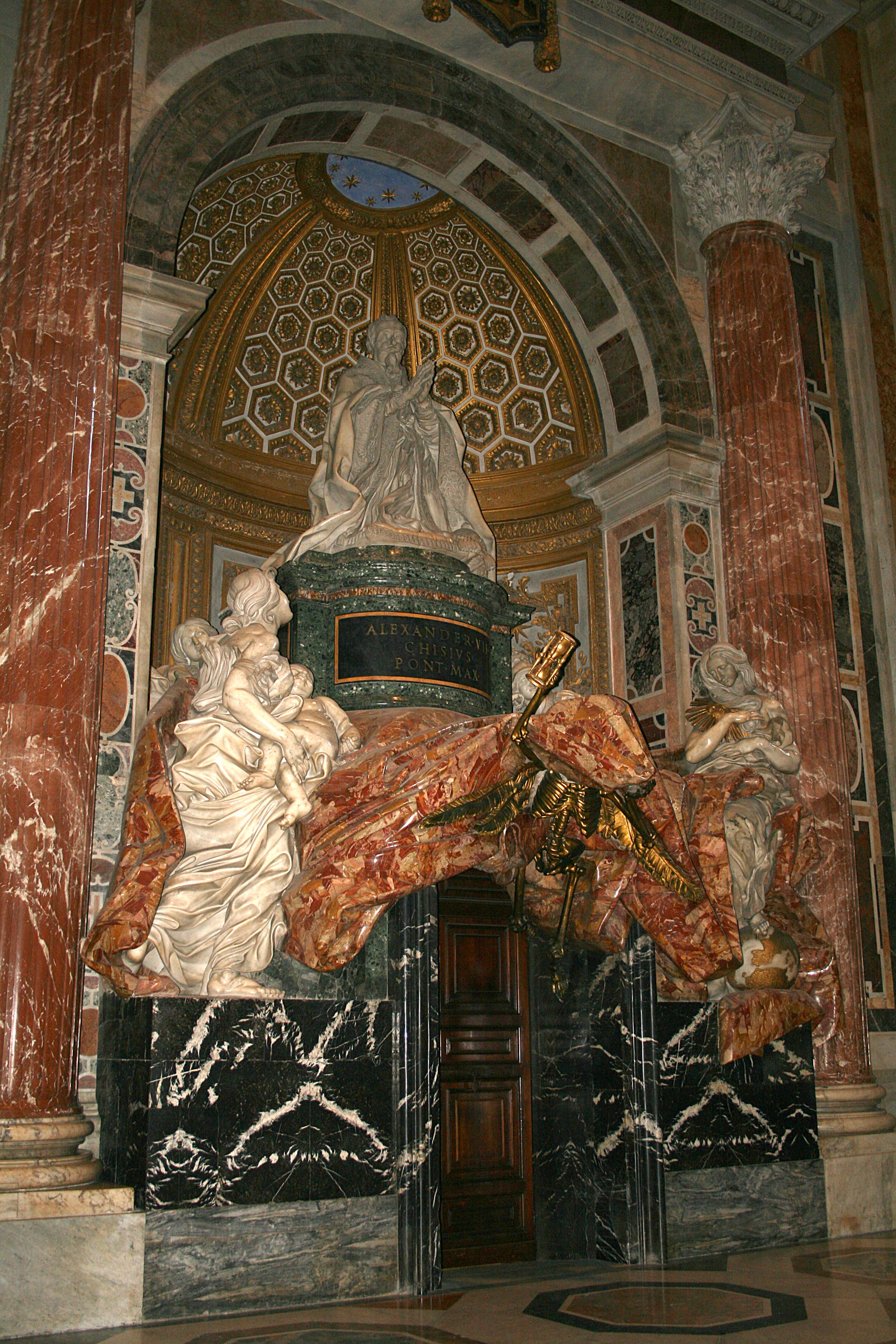
A tumba do Papa Alexandre VII, de Gianlorenzo Bernini

### Últimos momentos e morte
Alexander VII morreu aos 66 anos de insuficiência renal. Ele mantinha o caixão em seu quarto e uma caveira (esculpida pelo famoso escultor Bernini ) em sua mesa de escrever, porque ele sempre sabia que um dia morreria. Um panfleto do século XVII creditado a Ayres, intitulado Um breve relato da vida e da morte do papa Alexandre VII, contém muitos detalhes fascinantes sobre a morte de Alexandre. De acordo com este panfleto, Alexandre, apesar de acamado, queria celebrar a paixão para se preparar para sua morte iminente. Nem o cirurgião nem o confessor conseguiram convencê-lo a economizar suas forças. Ele abençoou a grande multidão de pessoas na Páscoa, a última vez que o veriam vivo.

### Um breve relato da vida e da morte do papa Alexandre VII
Citação: Promovido ao cardealismo oito dessas pessoas escolhidas, a quem ele supôs, por seu grande valor e trabalho, concedidos para o bem da Sé Papal, mereceram o avanço com tão alta dignidade.
Mas sua doença aumentou, quatro dias depois, ele foi atacado por um ataque grave, do qual concluiu que sua doença era mortal e, apesar disso, se tornava cada vez mais violenta diariamente, mas, apesar de tudo isso, ele pensava em realizar a doença. longas cerimônias da Quinta-feira Santa, para se preparar para a morte, como ele disse, meditando sobre os mistérios sagrados da paixão de Jesus Cristo, e teria executado suas intenções desprezando suas dores, se seus médicos e cirurgiões, juntamente com seus o confessor não o persuadira ao contrário; lamentando-lhe as inconveniências que possam surgir, dos trabalhos árduos que são inseparáveis de tais cerimônias prolíficas. E embora ele tenha sido persuadido por eles o tempo todo, contudo, ele foi resolvido com a pouca força que lhe havia deixado (embora muito destruída e atenuada por sua doença) no dia da Páscoa, na Galeria de Monte Cavallo, onde essa função costumava ser desempenhada, com uma solene bênção em Pontificalthus, para abençoe as pessoas, que ali se reuniram em grandes multidões, sendo levadas para lá, não apenas por devoção, mas também pelo desejo de ver seu pastor ainda completo e vivo. Ele os abençoou, tendo-se levantado duas vezes de acordo com o costume, sem a ajuda do assento pontifício; e foi a última vez que ele viu seu rebanho, ou eles. sendo levados para lá, não apenas pela devoção, mas também pelo desejo de ver seu pastor ainda completo e vivo. Ele os abençoou, tendo-se levantado duas vezes de acordo com o costume, sem a ajuda do assento pontifício; e foi a última vez que ele viu seu rebanho, ou eles. sendo levados para lá, não apenas pela devoção, mas também pelo desejo de ver seu pastor ainda completo e vivo. Ele os abençoou, tendo-se levantado duas vezes de acordo com o costume, sem a ajuda do assento pontifício; e foi a última vez que ele viu seu rebanho, ou eles.
Por fim, recomenda aos cuidados e proteção deles, seu cardeal sobrinho, seu irmão mais velho e o restante de seus parentes e ele próprio às suas orações. Dito isto, ele ergueu as mãos e as abençoou, e então as eminências se aproximaram do lado da cama com lágrimas nos olhos; depois de terem se esforçado para confortá-lo, com grande ternura, beijaram sua mão e partiram.
Por fim, todos eles partiram, e apenas seus amigos e pais fantasmagóricos continuando na sala com ele, ele se dedicou totalmente à sua devoção, repetindo frequentemente essas palavras, Cupio disolvi et esse cum Christo. E aqueles que o ajudavam, ele fazia continuamente ler livros espirituais, diversas orações e salmos, especialmente os salmos penitenciais, etc.
Depois de receber tanto a Eucaristia quanto a extrema-unção, ele se dispôs a seu trânsito, com uma maravilhosa indesejabilidade; e já havia perdido a fala, quando um de seus religiosos o exortou a fazer um ato de contrição e a pedir perdão a Deus por seus pecados, recuperando o fôlego, que voava para longe, com a voz mais falante, que dificilmente poderia ser entendido, respondeu Ita. O mesmo acrescentou que ele deveria ter esperança nas misericórdias de Deus, que está sempre pronto para mostrar suas misericórdias sobre um coração penitente; o papa respondeu com a mesma debilidade do discurso, Certe. Quais foram as últimas palavras que saíram de sua boca.
Ele era frequentemente visitado pelos cardeais, ao contrário dos antigos costumes, que estavam dispostos a ficar em volta de sua cama até o fim. E no domingo, 22 de maio, por volta das 22 horas, ele silenciosamente entregou seu espírito ao Criador, aos 60 anos de idade e 13 de seu pontificado; e na mesma noite, com a cerimônia habitual sendo realizada pelo cardeal lorde Chamberlain, o corpo estava vestido com roupas usadas, colocadas em uma ninhada de veludo vermelho aberta por todos os lados, cercada pelos pais da penitenciária, com tochas acesas. mãos, acompanhadas pelos guardas e cavalos leves, seguidas pela artilharia, e com a Guarda Rexe de Curiassiers, sendo transportadas para o Vaticano, e na manhã seguinte aberta, foi encontrado em uma parte dos pulmões, presa a uma das seus lados, um toque de uma mancha preta; um de seus rins estava perdido, e algumas carnosidades de kyrnels carnudos em vez dele, de onde a passagem da urina era dificultada; e uma úlcera nas rédeas, que de todas as suas outras doenças foi a pior: dali, sendo embalsamado e pontifado, foi levado no dia seguinte à catedral de São Pedro e colocado na capela do Santíssimo Sacramento. , onde havia um concurso de um número infinito de pessoas, para beijar seus pés e tirar dele tudo o que podiam impor as mãos, para preservar para si mesmos como santos relíquias. Finis e colocado na capela do Santíssimo Sacramento, onde havia um concurso de um número infinito de pessoas, para beijar seus pés e tirar dele tudo o que pudessem impor as mãos, para preservar para si mesmos como santos relíquias. Finis e colocado na capela do Santíssimo Sacramento, onde havia um concurso de um número infinito de pessoas, para beijar seus pés e tirar dele tudo o que pudessem impor as mãos, para preservar para si mesmos como santos relíquias. Finis. escreveu: «Moses Pitt, em sua publicação A short account of the life and death of pope Alexander the VII»
Alexandre VII morreu em 1667 e foi memorizado em uma tumba espetacular por Bernini. É famosa pelo esqueleto segurando uma ampulheta dourada, logo acima das portas. Ele foi sucedido pelo Papa Clemente IX (1667-1669).

## Memória
O poeta John Flowre escreveu um poema sobre a tumba do papa Alexandre (em 1667).